# Икскюль, Николаус фон
Граф Николаус фон Икскуль-Гильденбандт (нем. Nikolaus Graf von Üxküll-Gyllenband; 14 февраля 1877, Кёсег — 14 сентября 1944, Плётцензее) — немецкий аристократ, дядя Клауса фон Штауффенберга. Известен участием в антигитлеровском сопротивлении и заговоре 20 июля.

## Биография

### Ранние годы
Родился в Кёсеге (нем. Güns). Происходил из немецко-балтийского дворянского рода Икскюль. Младший из шести детей графа Альфреда Ричарда Августа Икскуль-Гилленбанда (* 1838, † 1877) и его жены Валери (урожденная графиня фон Хохенталь, * 1841, † 1878).

### Служба в австрийской армии
Во время Первой мировой войны служил в австрийской армии.

### Между войнами
После войны занимался бизнесом в Германии.

### Участник сопротивления
Отрицательно относясь к национал-социализму, пытался привлечь к движению сопротивления своего племянника Клауса фон Штауффенберга. Осенью 1939 года Икскуль и Фриц-Дитлоф фон дер Шуленбург связались со Штауффенбергом и попытались склонить его к государственному перевороту против Гитлера.
При планировании заговора 20 июля Икскуль должен был организовать связь с военным округом Протектората Богемии и Моравии. После провала заговора был арестован гестапо. Причиной своего участия в заговоре Икскуль назвал зверства в нацистских концентрационных лагерях .
14 сентября 1944 года Народная судебная палата приговорила Икскуля к смертной казни. Был казнен в тот же день в тюрьме Плётцензее вместе с Генрихом графом цу Дона-Шлобиттен, Германом Йозефом Верле и Михаэлем графом фон Матушка.